# Asteroschema inornatum
Asteroschema inornatum är en ormstjärneart som beskrevs av Jean Baptiste François René Koehler 1906. Asteroschema inornatum ingår i släktet Asteroschema och familjen Asteroschematidae. Inga underarter finns listade i Catalogue of Life.